# تيفوس أكالي
التيفوس الأكالي أو حُمَّى تسوتسوغامُوشي هو شكل من أشكال التيفوس التي تسببها الطفيل داخلي الخلايا التسوتسوغاموشية الأورينتية (Orientia tsutsugamushi)، من عائلة الريكتسيات والذ تم عزله والتعرف عليه للمرة الأولى في اليابان عام 1930.

## العلامات والأعراض
وتشمل العلامات والأعراض الحمى والصداع وآلام في العضلات، والسعال، وأعراض الجهاز الهضمي. سلالات أكثر فتكا من O. التسوتسوغاموشية يمكن أن تسبب النزيف والتخثر داخل الأوعية الدموية. الحصبية الشكل الطفح الجلدي، وندبة، تضخم الطحال كلها علامات نموذجية.

## الأسباب
ينتقل التيفوس الأكالي عن طريق بعض أنواع العث (خاصة الخطماوات). لدغة من هذه العثة تترك ندبة سوداء مميزة والتي تفيد الطبيب في إجراء التشخيص.

## التشخيص
في المناطق الموبوءة، يتم التشخيص عادة على الأعراض السريرية وحدها. ومع ذلك، يطغى التشخيص في كثير من الأحيان كما تتداخل الأعراض السريرية مع غيره من الأمراض المعدية مثل حمى الضنك والحمى نظيرة التيفية، والحمى مجهولة المنشأ (حمى مجهولة السبب).

## العلاج
يعتبر هذا المرض قاتلاً بدون علاج. منذ استعمال المضادات الحيوية، فقد قلت نسبة الحالات التي تموت من 4%-40% إلى أقل من 2%.
الدوكسيسايكلين هو أكثر العلاجات المستخدمة شيوعاً، ولكن يعتبر الكلورامفينيكول كبديل.
تم الإبلاغ عن سلالات مقاومة للدوكسيسايكلين والكلورامفينيكول في شمال تايلاند. في تلك الحالة يسبخدم الريفامبيسين والأزيثرومايسين كبدائل. يستخدم الأزيثروميسين كبديل في الأطفال والنساء الحوامل المصابات بالتيفوس الأكالي أو عند الإبلاغ عن وجود مقاومة للدواء الدوكسيسايكلين. لا يمكن استعمال السيبروفلوكساسين في كدواء آمن في الحمل لأنه مرتبط بحالات الإجهاض وولادة أجنة ميتة.

## اللقاحات
لا يوجد حالياً لقاحات مُرَخصة.
وقعت محاولة مبكرة لإيجاد لقاح للتيفوس الأكالي في المملكة المتحدة في عام 1937 (مع مؤسسة ويلكوم، وتمت إصابة حوالي 300,000 من فئران القطن في مشروع سري سُمىَ "عملية Tyburn")، ولكن لم يتم استخدام اللقاح. أُرسلت الدفعة الأولى المعروفة من لقاح التيفوس الأكالي المستخدمة فعلياً لتطعيم الإنسان إلى الهند لاستخدامها من قبل القوات البرية الحليفة، وقيادة جنوب شرق آسيا في يونيو 1945. وبحلول ديسمبر 1945، كان قد تم إرسال 268000 سم مكعب. تم إنتاج اللقاح في مختبر ويلكوم، Frant وساسكس. وفي محاولة لتأكيد فعالية اللقاح باستخدام مجموعة وهمية للمقارنة، ولكن قوبلت بالنقض من قبل القادة العسكريين.

## التاريخ
وقعت عدة أوبئة شديدة من المرض بين الجنود في بورما وسيلان أثناء الحرب العالمية الثانية. مات عدة أفراد من وحدة المركب 5307th التابع للجيش الأمريكي من هذا المرض، وقبل عام 1944، لم تكن هناك أية مضادات حيوية أو لقاحات فعالة المتاحة.